# 237 aC
El 237 aC va ser un any del calendari romà prejulià. Durant la República i l'Imperi Romà, era conegut com a any del consolat de Caudí i Flac (o també any 517 ab urbe condita). L'ús del nom «237 aC» per referir-se a aquest any es remunta a l'alta edat mitjana, quan el sistema Anno Domini va ser el mètode de numeració dels anys més comú a Europa.

## Esdeveniments

### Regne d'Ibèria
- Saurmag I d'Ibèria puja al tron del Regne d'Ibèria, al sud del Caucas, succeint al seu pare Parnavaz I.[2]

### Egipte Ptolemaic
- S'inicia la construcció del Temple d'Edfú (a Edfú, en llatí: Apollonopolis Magna, en grec antic: πόλις μεγάλη Ἀπόλλωνος), dedicat a Horus.[3]

### Península Ibèrica
- S'inicia l'expansió d'Hamílcar Barca per la península Ibèrica, començant així el domini púnic de la Península. Finalitza la guerra dels mercenaris i s'estabilitza internament l'Imperi Cartaginès.[4]

### Antiga Roma
- Aquest any són elegits cònsols Luci Corneli Lèntul Caudí i Quint Fulvi Flac.[5]
- El dos cònsols lluiten contra els lígurs i els derroten.[6]

## Naixements
- Filip V de Macedònia, rei de Macedònia des de l'any 220 aC.[7]

## Necrològiques
- Parnavaz I d'Ibèria, rei d'Ibèria.[2]
- Mató, cap dels mercenaris a la Guerra dels Mercenaris, executat a Cartago.[8]